# 今久保隆博
今久保 隆博（いまくぼ たかひろ、1972年4月1日 - ）は、日本のサッカー指導者。奈良県出身。2009年Jリーグ・名古屋グランパスでトップチームのコーチを務める。

## 来歴
小学校1年からサッカーを始め、中京大学卒業後、名古屋グランパスエイトの普及にてキャリアをスタートさせる。
2006年よりトップチームのコーチとなり、現在対戦相手のスカウティングを主としている。